# Municipalità di Gurjaani
La municipalità di Gurjaani (in georgiano გურჯაანის მუნიციპალიტეტი?) è una municipalità georgiana della Cachezia.
Nel censimento del 2002 la popolazione si attestava a 72 618 abitanti. Nel 2014 il numero risultava essere 54 337.
La cittadina di Gurjaani è il centro amministrativo della municipalità, la quale si estende su un'area di 846 km².

## Popolazione
Dal censimento del 2014 la municipalità risultava costituita da:
- Georgiani, 98,45%
- Armeni, 0,50%
- Osseti, 0,49%
- Russi, 0,26%

## Luoghi d'interesse
- Chiesa di Kvelatsminda
- Chiese di Kardenakhi
- Monastero di Zegaani
- Monasteri di Vejini
- Casa di Nat'o Vachnadze